# Adolf Thomälen
Adolf Thomälen (* 4. Oktober 1865 in Schwerin; † 29. Dezember 1940 in Karlsruhe) war ein deutscher Elektrotechniker und Hochschullehrer.

## Leben
Adolf Thomälen studierte an der TH Darmstadt, der TH Hannover und der TH Aachen. Er arbeitete als Ingenieur und wurde Lehrer am Technikum Altenburg. Thomälen wurde 1905 an der Universität Tübingen bei Friedrich Paschen mit der Dissertation „Die Zerlegung der Amperewindungen des Einphasenmotors in entgegengesetzt umlaufende Amperewindungen“ promoviert. 1906 trat er in das „Literarische Büro“ der Siemens-Schuckertwerke in Berlin ein, 1914 wurde er Privatdozent an der TH Karlsruhe und Lehrer am dortigen Staatstechnikum bis zu seiner Pensionierung 1933. Thomälen war ein begabter Lehrer in der Darstellung schwieriger technischer Vorgänge.

## Schriften
Bekannt ist Thomälen für sein Kurzes Lehrbuch der Elektrotechnik, welches von 1903 bis 1929 im Verlag Julius Springer, Berlin, in zehn Auflagen erschienen ist. Es wurde in fünf Sprachen, unter anderem auf Französisch, Englisch und Spanisch, übersetzt.